# 11P/Tempel-Swift-LINEAR
11P/Tempel–Swift–LINEAR, komet Jupiterove obitelji.